# OCEAN (B'zの曲)
「OCEAN」（オーシャン）は、日本の音楽ユニット・B'zの楽曲。2005年8月10日にVERMILLION RECORDSより39作目のシングルとして発売された。

## 概要
同年の『B'z LIVE-GYM 2005 "CIRCLE OF ROCK"』開催中に発売されたシングルで、「今夜月の見える丘に」以来5年ぶりとなる、テレビドラマへの書き下ろし楽曲。
ジャケット写真はMVと同じく巡視船のデッキの上で撮影されたもので、配色はインクブルーと白のモノトーンとなっている。また、B'zのロゴはタイトルと同じ細めのフォントが使用されている。
ドラマのタイアップ効果もあり、16thシングル『ねがい』以来10年ぶりにオリコン週間チャート6週連続10位以内チャートイン。2005年の年間チャートでも7位と、『今夜月の見える丘に』以来5年ぶりに年間トップ10入りした。シングルとしては『熱き鼓動の果て』以来3年ぶりに累計売上が50万枚を突破した。
第20回日本ゴールドディスク大賞でソング・オブ・ザ・イヤーを受賞した。
本作から2nd beatもオフィシャルサイトで試聴できるようになった。

## 収録曲
| 全作詞: 稲葉浩志、全作曲: 松本孝弘。 |                                |           |            |                                        |      |
| #                                    | タイトル                       | 作詞      | 作曲・編曲 | 編曲                                   | 時間 |
| 1.                                   | 「OCEAN」                      | 稲葉浩志  | 松本孝弘   | 松本孝弘・稲葉浩志・徳永暁人・池田大介 | 5:28 |
| 2.                                   | 「なりふりかまわず抱きしめて」 | 稲葉浩志  | 松本孝弘   | 松本孝弘・稲葉浩志・徳永暁人           | 3:20 |
| 3.                                   | 「Dear my lovely pain」        | 稲葉浩志  | 松本孝弘   | 松本孝弘・稲葉浩志・徳永暁人           | 4:02 |
| 合計時間:                            | 合計時間:                      | 合計時間: | 12:50      |                                        |      |

## 楽曲解説
1. OCEAN
  - シングル表題曲では2001年発売の「GOLD」以来4年ぶりのバラードで、歌詞、曲共にドラマに寄り添ったラブソングとなっている[12]。
  - 編曲には松本、稲葉、徳永、池田の4人が携わっており、これは「Calling」の時と同じ組み合わせである。
  - ドラマ『海猿』の制作側の中ではスケール感と温もりの両面を表現できる楽曲を考え、映画版『海猿』の主題歌であったジャーニーの「オープン・アームズ」に勝るとも劣らない楽曲を求めた。このような高い要求に応えられる日本のアーティストはB'zしかいないとし、オファーは2004年の年末頃に行われた[13]。
  - MVは、2005年6月15日に第四管区海上保安本部所属の(PLH型)巡視船「みずほ」で撮影されたもので、史上初の巡視船でのMV撮影ということで話題となった[12]。名古屋港を出港し撮影が行われたが、撮影当日は雨に見舞われ、レーダーで晴れ間を探して移動しながらの撮影になったという[14]。空撮も行われた。撮影には20人編成のストリングス・オーケストラも参加している[15]。監督は井上強[16]。MVは当時MTVでCD発売前の2005年7月11日から7月15日の5日間、独占先行公開されていた[17]。
  - 15thアルバム『MONSTER』には、シングルでは控え目だったエレクトリック・ギターの音が前面に出た別バージョンが収録されている[18]。また、Bメロはドラマで使用された音源とアレンジが異なる。ちなみに、ベスト・アルバムでアルバム初収録となった後にオリジナル・アルバムに収録された唯一のシングル表題曲である。
  - 2005年8月24日に発売された『「海猿」TVオリジナル・サウンドトラック』には、「OCEAN」のインスト・バージョンが収録されている[19]。
  - 2005年年末の『ミュージックステーションスーパーライブ』では、「いつかのメリークリスマス」と共に披露された。その際、アコースティック・ギターのパートをエレクトリック・ギターで演奏していた。
  - ライブでは、発売前に『B'z LIVE-GYM 2005 "CIRCLE OF ROCK"』のアリーナ公演で初披露され、その後も頻繁に演奏されている。
2. なりふりかまわず抱きしめて
  - 「OCEAN」よりも先に朝日新聞サッカー応援のCMソングとして流されていた。
3. Dear my lovely pain
  - 同年に行われた『B'z LIVE-GYM 2005 "CIRCLE OF ROCK"』のライブ終了後に流れていた客出し曲であるが、そちらは本曲とは別のバージョンである。
  - 現在、前曲「なりふりかまわず抱きしめて」と本曲は、ライブ未演奏かつアルバム未収録である。

## タイアップ
- フジテレビ系火曜9時ドラマ『海猿 -UMIZARU EVOLUTION-』主題歌（#1）
- 朝日新聞サッカー応援CMソング (#2)

## 参加ミュージシャン

### レコーディング参加メンバー
- 松本孝弘:ギター、全曲作曲・編曲
- 稲葉浩志:ボーカル、コーラス(#1)、全曲作詞・編曲
- 池田大介:編曲（#1）
- 徳永暁人:ベース・全曲編曲
- シェーン・ガラース:ドラム・パーカッション
- 大田紳一郎:コーラス（#1）
- TAMA STRINGS:ストリングス（#1）

### PV参加メンバー
- 松本孝弘:ギター
- 稲葉浩志:ボーカル
- 増田隆宣:ピアノ
- シェーン・ガラース:ドラム
- 徳永暁人:ベース
- 大田紳一郎:ギター・コーラス
- PVでは他にストリングス隊も加わっているが、演奏者は不明

## 収録アルバム
OCEAN
- B'z The Best "Pleasure II"
- MONSTER（2006 MiX）
- B'z The Best "ULTRA Pleasure"
- B'z The Best XXV 1999-2012

## ライブ映像作品
OCEAN
- B'z The Best "Pleasure II"（特典映像ダウンロード）
- B'z LIVE-GYM 2006 "MONSTER'S GARAGE"
- B'z LIVE-GYM Pleasure 2008 -GLORY DAYS-
- B'z LIVE-GYM 2010 "Ain't No Magic" at TOKYO DOME
- B'z LIVE-GYM 2005 -CIRCLE OF ROCK-
- B'z COMPLETE SINGLE BOX（特典DVD）
- B'z LIVE-GYM Pleasure 2018 -HINOTORI-
- B'z LIVE-GYM 2019 -Whole Lotta NEW LOVE-
- B'z SHOWCASE 2020 -5 ERAS 8820- Day1〜5